# Solimões
Solimões (španělsky Río Solimões, portugalsky Rio Solimões [soliˈmõjs]) je název horního toku Amazonky, používaný v Brazílii. Označuje se tak Amazonka od svého počátku na soutoku řek Marañón a Ucayali až po soutok s Río Negro (tzv. Encontro das Águas). Teprve po tomto soutoku je v Brazílii řeka nazývána Amazonkou.